# Iglesia Metodista Episcopal de Oakey Streak
La Iglesia Metodista Episcopal de Oakey Streak es una histórica Iglesia Metodista Episcopal ubicada en el Condado de Butler, Alabama, Estados Unidos. La iglesia fue agregada al Registro Nacional de Lugares Históricos en 1980.

## Historia
La congregación se organizó en 1831, y el terreno donde se encuentra la iglesia actual fue donado a la iglesia en 1851. Un edificio de troncos se erigió poco después, reemplazado por la estructura de marco actual alrededor de la década de 1880. La iglesia se amplió y se añadió un campanario en 1903. Junto con la Logia Masónica adyacente, que fue demolida en la década de 1940, la iglesia era el centro social de la zona.

## Descripción
La iglesia está construida en estilo neogótico, común entre las iglesias rurales, y especialmente las iglesias metodistas, en el sur. El santuario tiene 32 pies de ancho por 48 pies de largo (9,8 por 14,6 m), con un techo a dos aguas al frente y una cornisa de caja con retornos. El campanario con techo a cuatro aguas tiene estrechas ventanas de guillotina uno sobre uno a cada lado y una puerta de entrada doble, cubierta por un simple voladizo con frontón. Un espejo de popa arqueado se encuentra sobre la entrada. La torre está flanqueada por dos ventanas lanceoladas góticas. Cada lado del santuario tiene cuatro marcos de dos sobre dos espaciados equitativamente.